# Sorbus latifolia
Pour les articles homonymes, voir Alisier.
Alisier de Fontainebleau, Élorsier, Sorbier à larges feuilles
Espèce
Classification APG III (2009)
Synonymes
- Aria latifolia (Lam.) M.Roem., 1847
- Crataegus dentata Thuill., 1799
- Crataegus latifolia Lam., 1779
- Pyrus aria subsp. latifolia (Lam.) Hook.f., 1878
- Pyrus aria-torminaloides H.Lév., 1917
- Pyrus x torminaloides H.Lév.
- Pyrus x torminaloides H.Lév. sensu Kerguélen, 1997
- Pyrus latifolia (Lam.) Peterm., 1849
- Sorbus aria subsp. latifolia (Lam.) Rouy & E.G.Camus, 1901
- Sorbus x confusa Gremli, 1883
- Torminaria latifolia (Lam.) Dippel, 1893[1]

Statut de conservation UICN

 VU  : Vulnérable
L’Alisier de Fontainebleau, Élorsier ou Sorbier à larges feuilles (Sorbus latifolia), est une espèce de plantes à fleurs de la famille des Rosaceae et du genre Sorbus. On pense que cette espèce est née de l'hybridation, sans doute depuis longtemps, entre l'Alisier blanc (Sorbus aria), et l'Alisier torminal (Sorbus torminalis), et qu'elle est maintenant complètement fixée. Elle est phanérophyte, endémique d'Europe de l'ouest, et pousse dans les sous-bois clairs.

## Description

### Appareil végétatif

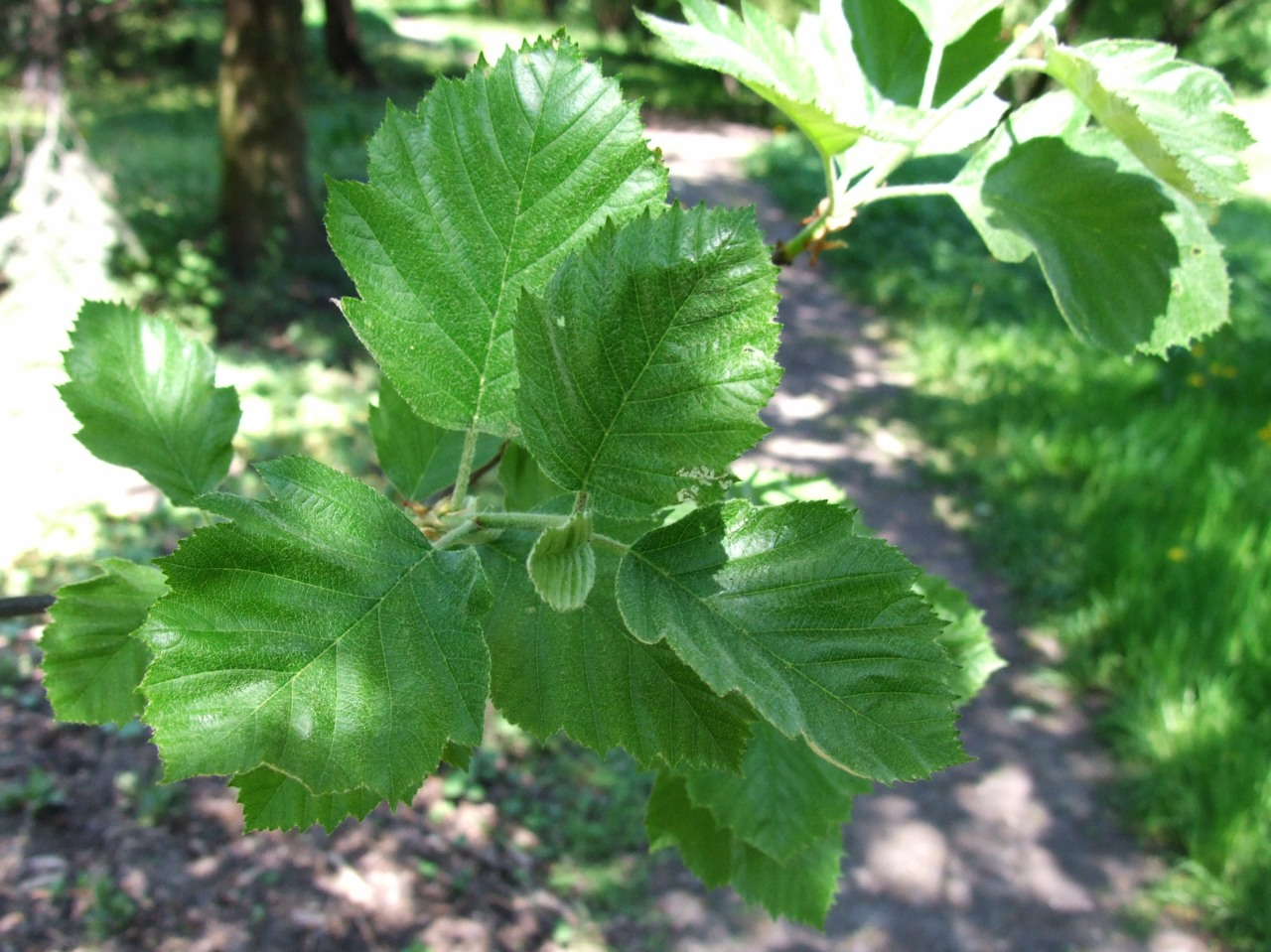
Feuilles.

C'est un arbre ou arbuste de 3 à 15 mètres, caducifolié ; l'écorce est grise, lisse, devenant brunâtre et plus rugueuse avec l'âge, à odeur assez désagréable quand on la froisse ; il peut être longévif et atteindre une taille respectable (jusqu'à près de 1,50 m de circonférence pour les très vieux sujets). Les feuilles sont alternes, pétiolées, largement elliptiques (7 à 15 cm de long sur 6 à 12 cm de large) ; un peu coriaces, presque glabres en dessus mais couvertes d'une pubescence vert-grisâtre, cotonneuse, sur la face inférieure ; elles sont presque tronquées à la base, à bords découpés en lobes aigus, dentés, de taille décroissante vers le sommet, et séparés par des sinus très ouverts et peu profonds ; il y a 5 à 10 paires de nervures fortement imprimées sur la face.

### Appareil reproducteur

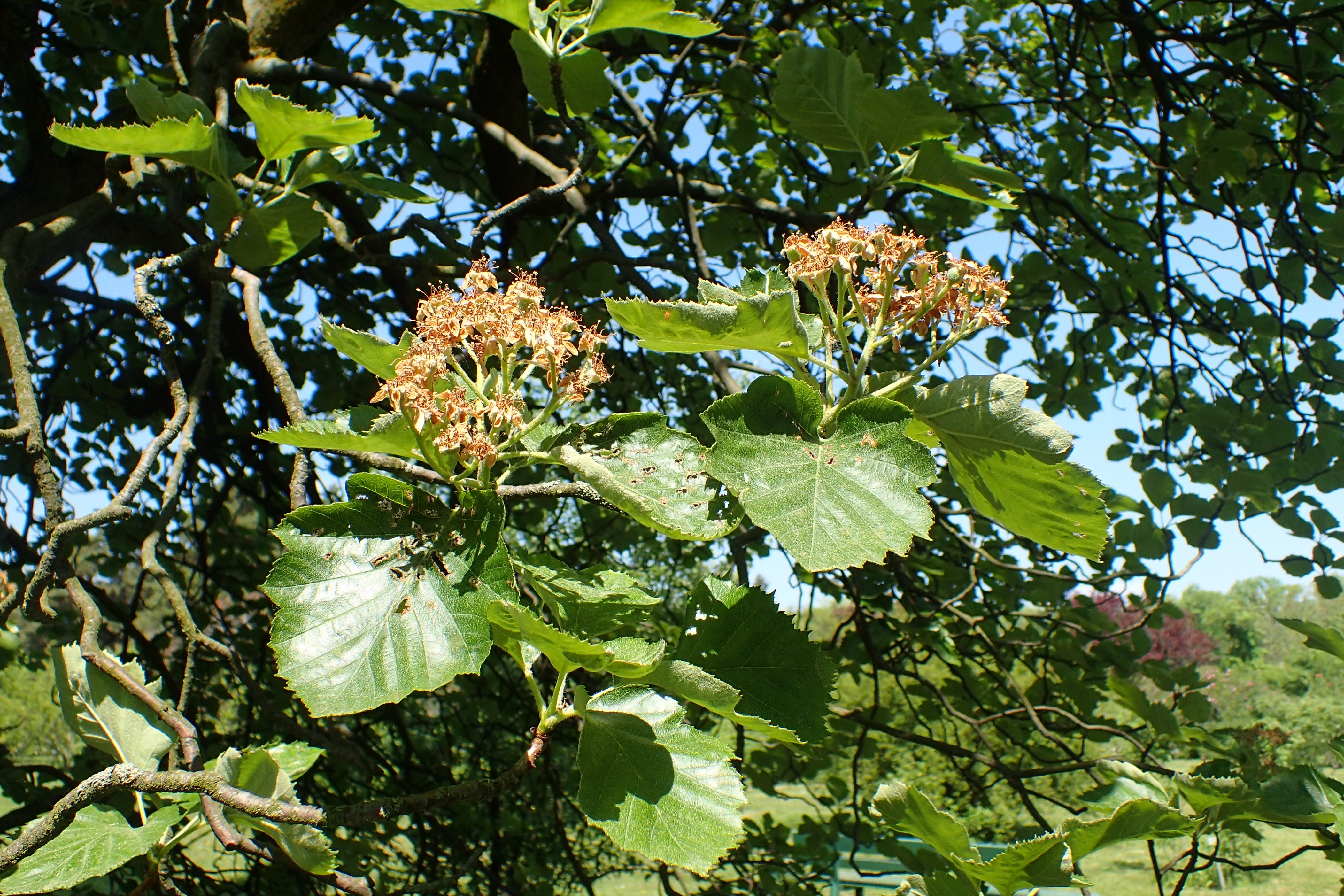
Fleurs en corymbe.

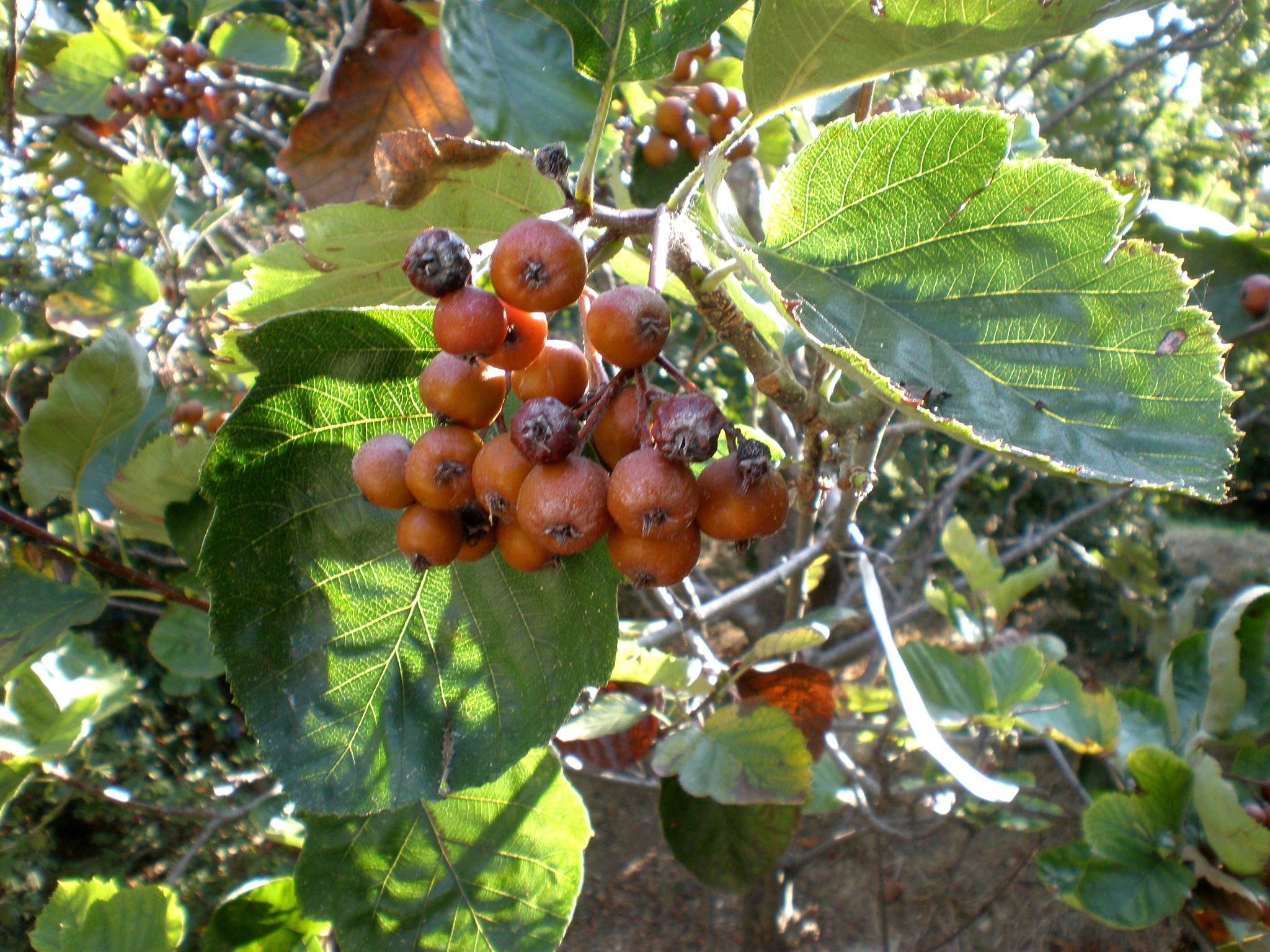
Fruits.

Les fleurs sont petites (1,5 à 2 cm de diamètre), blanches, en corymbes composés et longuement pédonculés ; il y a cinq sépales petits et étroits, cinq pétales blancs, entiers, arrondis, étalés, velus à leur base ; les étamines sont nombreuses ; l'ovaire est infère, biloculaire, à deux carpelles soudés et deux styles. Le fruit est peu charnu, subglobuleux, de 1 à 1,5 cm de diamètre, brun-jaunâtre ou brun-rougeâtre, farineux ou verruqueux, presque blets à maturité. La floraison a lieu en mai-juin, la fructification en fin d'été, ou en automne.

### Confusions possibles
Ce petit arbre est généralement considéré comme une espèce d'origine hybride : ses parents semblent être l'Alisier torminal (Sorbus torminalis) et l'Alisier blanc (Sorbus aria). Cet hybride supposé est en quelque sorte fixé par le type de reproduction particulier (apomixie). Son écologie est proche de celle de ces deux espèces. Les feuilles reprennent des caractères des parents supposés de l'hybride, en particulier une forme (ovale-orbiculaire un peu ondulée) intermédiaire et la présence d'un tomentum grisâtre à la face inférieure comme chez Sorbus aria. Cependant, de nouveaux hybrides, présentant eux aussi des caractères intermédiaires, peuvent se former à tout moment ; ils sont plus rares, très instables, mais peuvent être confondus, surtout lorsqu'ils sont jeunes, avec S.latifolia. Un certain nombre des localités citées de S.latifolia seraient donc peut-être à rapporter à ces hybrides.
Il se distingue assez facilement de ses deux espèces parentes, mais il peut être confondu avec l'alisier de Suède qui est fréquemment planté dans les parcs, les jardins et le long des rues. Les feuilles de l'alisier de Suède sont plus blanches en dessous, avec des lobes plus arrondis et plus réguliers le long du limbe, et des nervures moins serrées, tandis que ses fruits sont plus rouges.

## Biologie
L'espèce est phanérophyte. Malgré son origine probablement hybride, l'Alisier de Fontainebleau fleurit et fructifie normalement, et peut être reproduit par semis.

## Habitat et écologie
C'est une essence rare et disséminée dans les massifs forestiers. L'espèce est plutôt héliophile et xérophile, poussant sur des sols neutres ou légèrement acides, sur mull carbonaté ou mésotrophe ; elle ne s'élève pas en altitude ; son optimum écologique se trouve dans les bois clairs, les lisières forestières, sur les coteaux et les rebords des plateaux calcaires couverts d'argiles caillouteuses de décarbonatation.

## Répartition
L'alisier de Fontainebleau est endémique de l'ouest de l'Europe, présent essentiellement de l'Allemagne du sud et du sud de la Belgique à l'Espagne et au Portugal (disséminé et rare dans le nord, surtout Pyrénées et monts Cantabriques). En France, il est rare et disséminé également, présent de l'Alsace et de la Lorraine jusqu'au Berry et la Bourgogne ; il semble pourtant encore assez présent dans les forêts du sud du Bassin parisien (Gâtinais, sud de la Brie, forêt de Fontainebleau, etc.).

## Menaces et conservation
L'Alisier de Fontainebleau est une espèce rare, endémique d'Europe de l'Ouest, qui est protégée au niveau national en France (suivant l'Arrêté du 20 janvier 1982).
Les populations ne sont pas menacées en tant que telles, mais la rareté des individus les rend fragiles. Il n'y a aucune menace particulière, si ce n'est la trop grande fermeture des milieux lorsque les arbres sont jeunes. Par ailleurs, les alisiers étant dans leur ensemble des bois nobles (bois durs, denses, homogènes, recherchés en tournerie), ils sont plutôt favorisés par les forestiers dans les grandes forêts domaniales. Cependant, l'espèce est classée « espèce vulnérable » (VU) sur la liste rouge mondiale de l'UICN. En France, elle est en « préoccupation mineure » (LC) mais est « en danger critique d'extinction » (CR) en Haute Normandie et « en danger » (EN) en Bourgogne et Picardie.
Sa forte concentration sur une partie du Plateau d'Avron a d'ailleurs justifié la protection de cette zone grâce à un Arrêté de Protection de Biotope, sous le nom du Biotope des Alisiers. Quelques-uns de ces arbres protégés atteignent des âges avancés.